# フェリックス・ピサロ

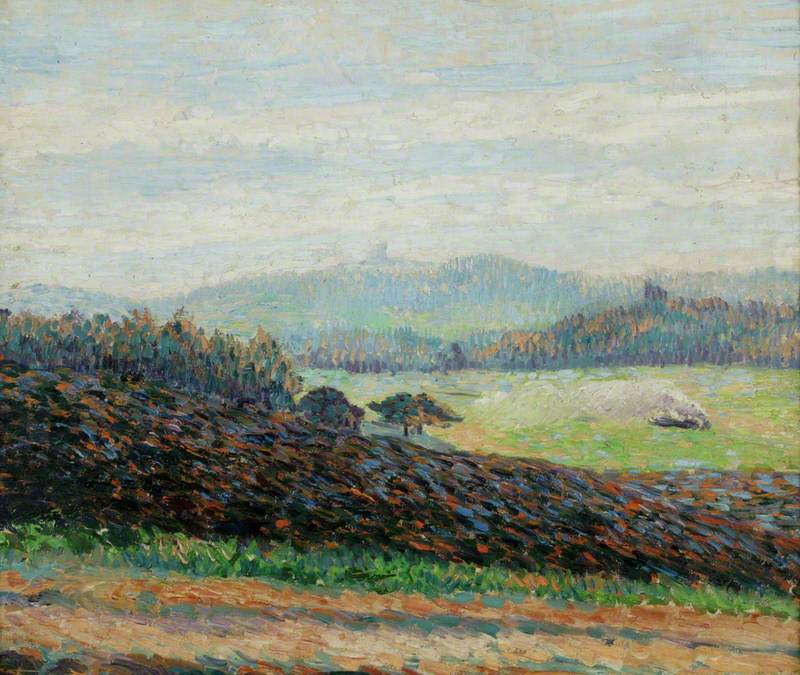
フェリックス・ピサロ作「野火」
マンチェスター市立美術館

フェリックス・ピサロ（Félix Pissarro、1874年7月24日 - 1897年11月29日）は、フランスの画家、版画家、風刺画家である。ジャン・ロッシュ(Jean Roch)のペンネームでも活動した。印象派の画家、カミーユ・ピサロの画家になった3人の息子の一人であったが、23歳で結核で亡くなった。

## 略歴
1872年から、カミーユ・ピサロが住み始めて、多くの画家も住むようになったヴァル＝ドワーズ県のポントワーズで生まれた。兄に画家になったリュシアン・ピサロ(1863-1944)とジョルジュ・ピサロ(Georges Pissarro:1871–1961)がいる。フェリックス・ピサロが生まれた年は「第1回印象派展」が開かれた年でもあった。クロード・モネやルノワールといった父親の仲間の印象派の画家たちの中で育った。
早くから絵の才能を示し、父親は3人の息子の中で最も才能があると考えていたとされるが、才能を発揮する前に結核に罹患し、ロンドン、キューの療養所で23歳で亡くなった。 
訃報記事は有名な文学者のオクターヴ・ミルボーが執筆し、その才能を惜しんだ。

## フェリックス・ピサロが描かれた作品

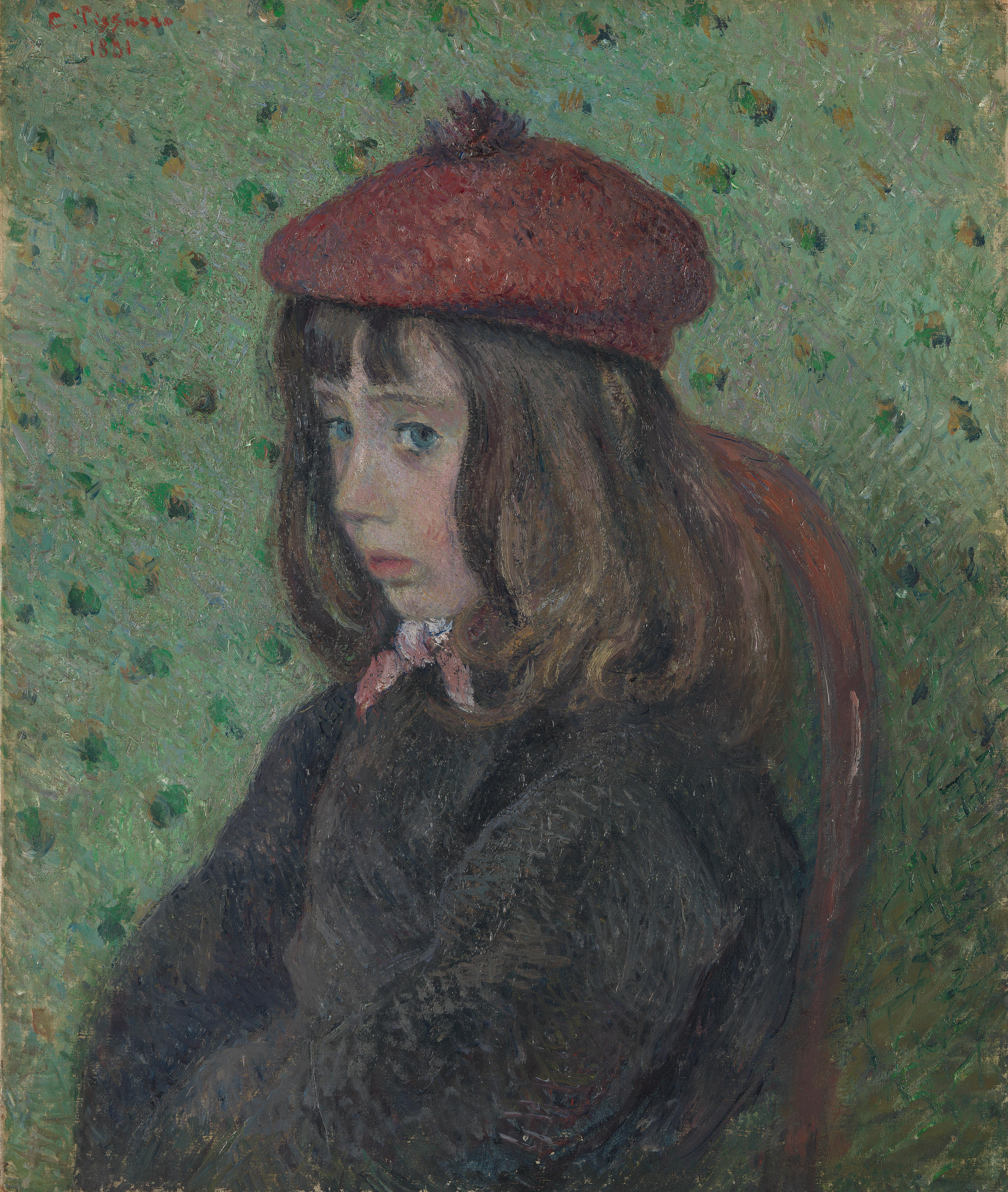
カミーユ・ピサロ 「赤いベレー帽をかぶったフェリックス」(1881)
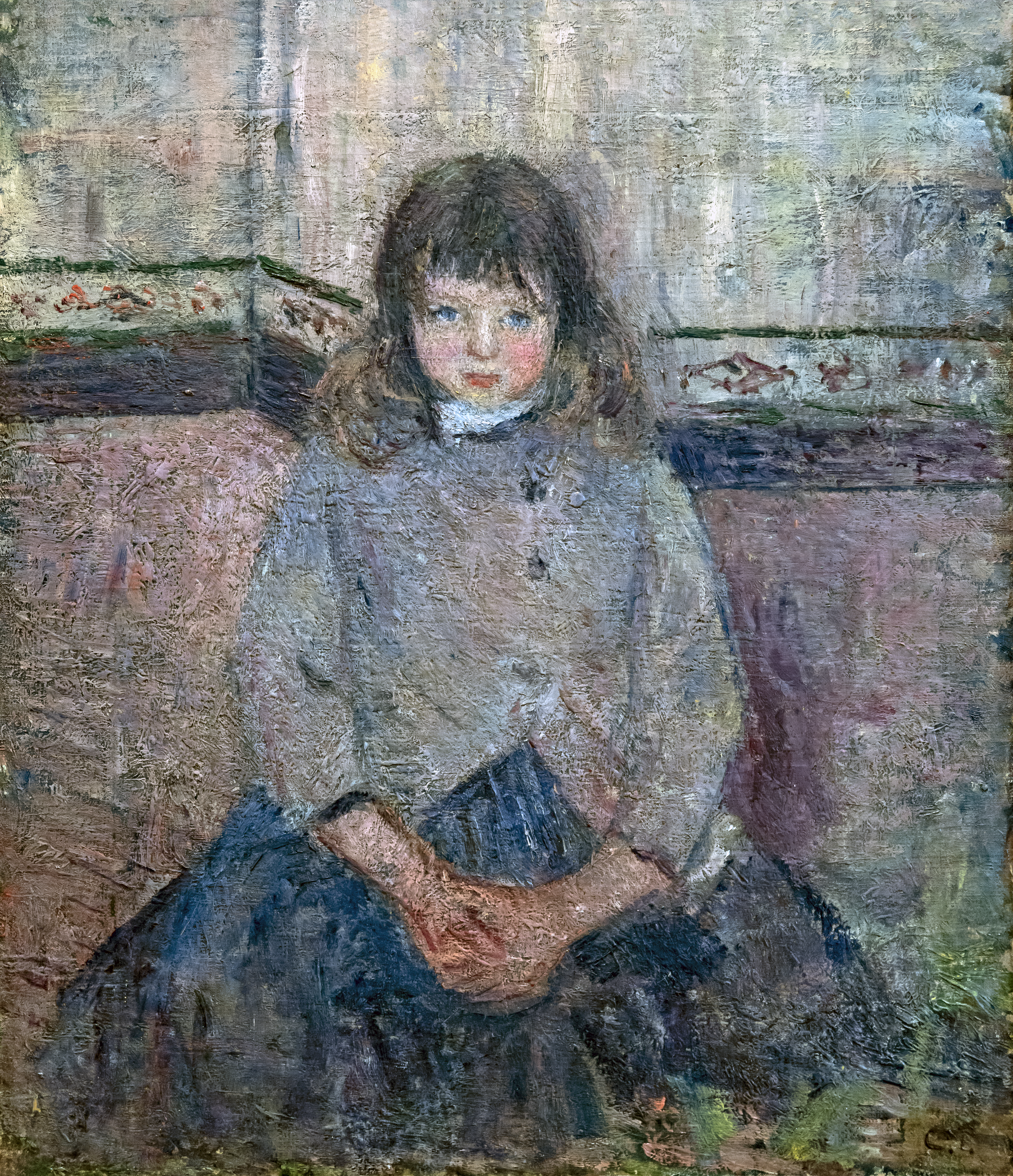
カミーユ・ピサロ 「スカートをはいたフェリックスの肖像」(1883)
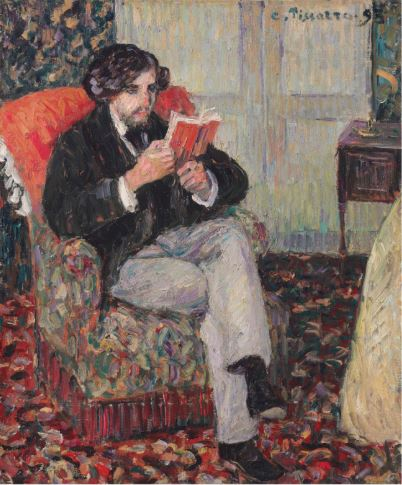
リュシアン・ピサロ 「読書するフェリックス・ピサロ」(1893)